# Diana & Marvin
Diana & Marvin is een duetalbum uit 1973 van Diana Ross en  Marvin Gaye; de succesvolste artiesten op het Motown-label.

## Achtergrond
Plannen voor dit album waren er al in 1970 maar konden toen niet doorgaan. Gaye wilde geen man/vrouwduetten meer opnemen, omdat er een vloek leek te rusten op zijn zangpartners; Mary Wells en Kim Weston keerden Motown de rug toe, en Tammi Terrell overleed aan een hersentumor. Toevallig werd Ain't No Mountain High Enough door Ross gecoverd toen ze solo ging. Pas na het succes van What's Going On (1971), waarmee hij definitief zijn imago als hitparadezanger afschudde, stemde Gaye alsnog in met de samenwerking. Deze verliep niet vlekkeloos; zo ergerde een zwangere Ross zich aan de jointjes die Gaye in haar bijzijn rookte en was ze niet te spreken over de repertoirekeuze. Later zou Gaye zich verontschuldigen voor zijn gedrag: "Ik had het haar zo aangenaam mogelijk moeten maken omdat ze met meerdere dingen bezig was, maar ik wist niet met diva's om te gaan; we gedroegen ons als verwende kinderen die allebei hetzelfde koekje wilden".
Ross beviel van dochter Rhonda en speelde Billie Holiday in de film Lady Sings the Blues waardoor de opnamen stil kwamen te liggen. En omdat Gaye aan nieuw solomateriaal werkte besloot men de zangpartijen apart op te nemen zoals dat het geval was bij de albums met Tammi Terrell.
Diana & Marvin verscheen uiteindelijk op 26 oktober 1973; deze naamsvolgorde werd bewust gekozen (dit tot ergernis van Gaye die een contract had bij het sublabel Tamla), maar ondanks een uitgebreide promotiecampagne werd het in Amerika met een 26e plaats lang niet zo'n succes als de respectievelijke soloalbums Touch Me in the Morning (met een cover van Gaye's Save the Children als onderdeel van een sociaal-politieke medley) en Let's Get It On die beiden top 10-noteringen werden.
In Engeland, waar zowel Ross als Gaye nog altijd populair waren, haalde het album wel de gouden status. De hoesfoto, waarop het duo als een verliefd stel poseert met de afro's naar elkaar toe, zou later veelvuldig worden geïmiteerd.
In 2001 verscheen de cd-heruitgave met drie bonustracks plus I'll Keep My Light In The Window, een van de twee nummers die Ross en Gaye in 1978 opnamen.

## Tracklijst

### Kant A
1. "You Are Everything" (Thom Bell, Linda Creed) – 3:10
2. "Love Twins" (Mel Bolton, Marilyn McLeod) – 3:28
3. "Don't Knock My Love" (Wilson Pickett, Brad Shapiro) – 2:20
4. "You're a Special Part of Me" (Harold Johnson, Andrew Porter, Greg Wright) – 3:35
5. "Pledging My Love" (Don Robey, Ferdinand Washington) – 3:34

### Kant B
1. "Just Say, Just Say" (Nickolas Ashford, Valerie Simpson) – 4:10
2. "Stop, Look, Listen (To Your Heart)" (Thom Bell, Linda Creed) – 2:53
3. "I'm Falling in Love With You" (Margaret Gordy) – 2:42
4. "My Mistake (Was to Love You)" (Gloria Jones, Pam Sawyer) – 2:55
5. "Include Me In Your Life" (Mel Bolton, Marilyn McLeod) – 3:04

### Bonustracks
Bonusnummers op de heruitgave uit 2001.
1. "Alone" – 3:49
2. "The Things I Will Not Miss" – 3:10
3. "I've Come To Love You So Much" – 4:10
4. "I'll Keep My Light in My Window" – 4:28